# Лесниця
Лесниця або Лесніця, Лесніца (словац. Lesnica) — село в Словаччині, Старолюбовняському окрузі Пряшівського краю. Розташоване в північно-східній частині Словаччини в північно-західному куті Любовньянської височини в долині Лесницького потока, при кордоні з Польщею.
Вперше згадується у 1297 році.
В селі є римо-католицький костел із 17 ст.

## Населення
| Рік:            | 1994. | 2004.    | 2014.   | 2024.   |
| --------------- | ----- | -------- | ------- | ------- |
| Кількість осіб: | 487   | 536      | 503     | 494     |
| Різниця:        |       | +10,06 % | -6,15 % | -1,78 % |

| Рік:            | 2023. | 2024.   |
| --------------- | ----- | ------- |
| Кількість осіб: | 495   | 494     |
| Різниця:        |       | -0,20 % |

В селі проживає 523 осіб.
Національний склад населення (за даними останнього перепису населення — 2001 року):
- словаки — 99,61 %
- поляки — 0,19 %
- чехи — 0,19 %

Склад населення за приналежністю до релігії станом на 2001 рік:
- римо-католики — 98,65 %,
- греко-католики — 1,16 %,
- не вважають себе віруючими або не належать до жодної вищезгаданої церкви- 0,19 %